# Psammomelita uncinata
Psammomelita uncinata is een vlokreeftensoort uit de familie van de Eriopisidae. De wetenschappelijke naam van de soort is voor het eerst geldig gepubliceerd in 1988 door Vonk.